# ضاحية قدسيا

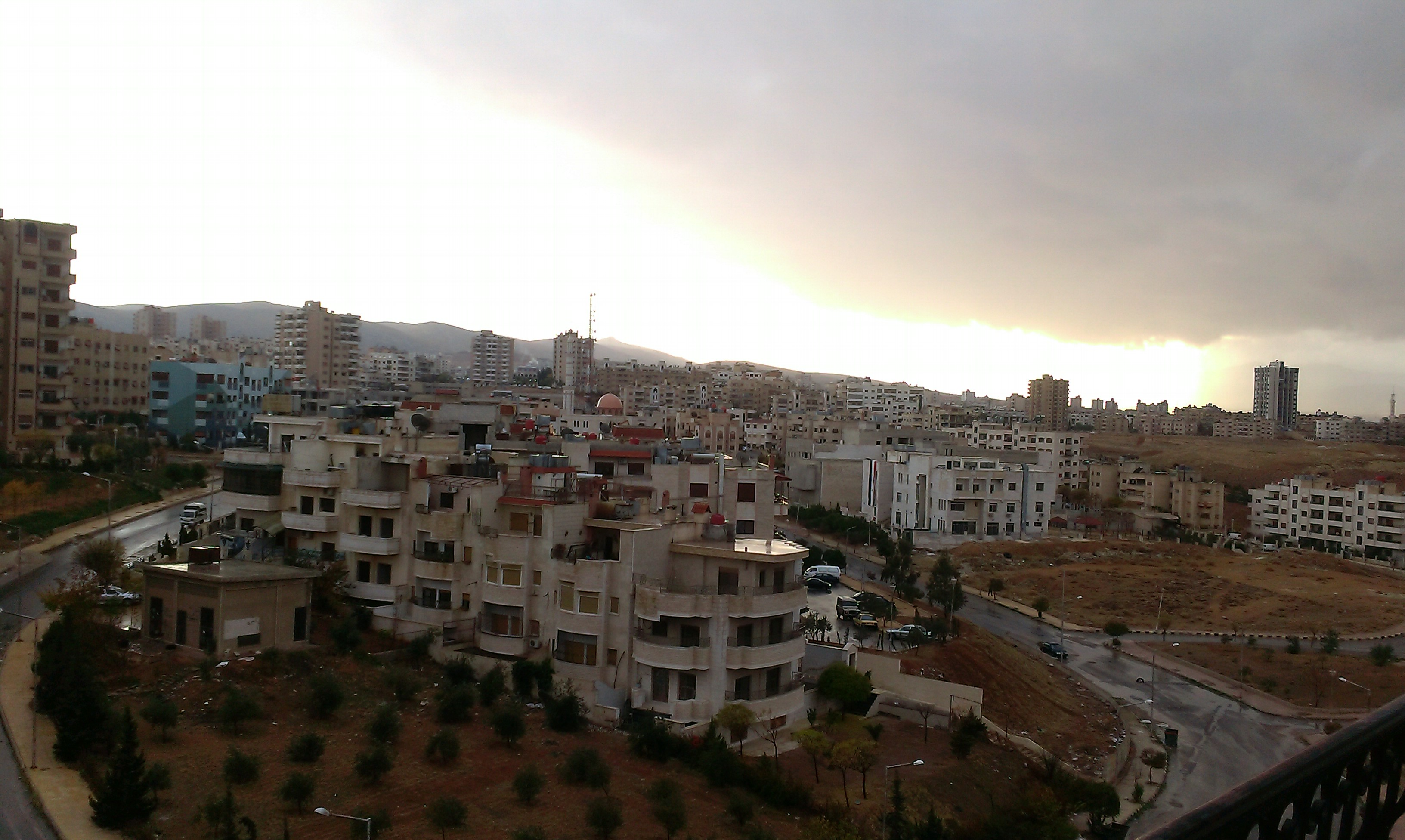
ضاحية قدسيا

ضاحية قدسيا أحد المناطق التابع لريف دمشق إدارياً، وهي ضاحية جبلية تنتشر مبانيها وعماراتها على سفوح وقمة الجبل وتقع بالقرب من مشروع دمر الحديثة بعماراتها وابراجها الفخمة، بدأت مدينة ضاحية قدسيا تأخذ دورها كتجمع سكاني بأبراج سكنية حديثة ومرشح لاستيعاب أكثر من مئة وخمسين ألف قاطن خلال فترة قصيرة، و في الوقت الحالي أصبحت مملوءة بالسكان القادمين من دمشق و ريفها و عدد كبير من القادمين من المحافظات الأخرى، حيث بلغ عدد سكانها الآن حوالي الخمسمائة ألف و الأعداد تتزايد بسرعة، بعد أن كان عدد سكانها مع بداية عام 2011 حوالي 65 ألف، نشطت قبل سنوات وتيرة العمل على المستويات كافة، وربما كان لزيارات السيد رئيس مجلس الوزراء دور أساسي في رفع وتائر العمل قدماً نحو الإنجاز، وجاء مشروع السكن الشبابي ليقدم دفعاً كبيراً, باعتباره يشكل حلاً منطقياً ومعقولاً لمشكلات السكن للشباب الراغبين في إيجاد حلول لظروفهم المعاشية والاجتماعية.
يسكن في ضاحية قدسيا ناس من جنسيات مختلفة أبرزها ( الفلسطينية و السورية و العراقية .... ) و أيضاً من طوائف و أديان مختلفة، فيسكنها مسلمون من جميع الطوائف و أغلبهم السنة، و مسيحيون أيضا، مما ينمي الود و التقارب بين الشرائح المجتمعية  المختلفة،  أغلب سكانها من أهل الشام و قدسيا.
يوجد فيها عدة أسواق تجارية و أهمها السوق التجاري و سوق ابو خليل و سوق المعتصم و إيبلا و السوق الأحمر، توفر هذه الأسواق كل متطلبات المواطنين فيها، حيث فيها عدة محلات تجارية و مقاهة، ف مطاعم من أبرزها مطعم أمية كلاس و نبيل نفيسة الشهيرات ،  و محلات أدوات كهربائية  و مكاتب سيارات و مكاتب عقارية و غيره الكثير. بالأضافة لتواجد مراكز طبية و مدارس عديدة و بأماكن متفرقة أهمها مركز الضاحية الطبي و مجمع ضاحية قدسيا التربوة، ف تنتشر النوادي الرياضية فيها بشكل عشوائي بالإضافة لصالة أفراح واحدة يطلق عليها اسم لونا بلة، فقبت ضاحية قدسيا بمدينة الأكشاك و الصيدليات لكثرتها فيها
من ناحية الموارد الطبيعية لا يتواجد في ضاحية قدسيا أراضي زراعية بسبب تربتها الغير صالحة و المساحات الخضراء الشبه منعدمة لأنها منطقة سكانية كما ذكرنا سابقاً مع ذلك يوجد بعض المصانع لصناعة الأولية المحلية، فتنوع الحيوانات فيها بين كلاب و قطة، ف طيور كالحمام و عصفور الدورة، ف الشحرور بالإضافة للغربان بأعداد ضئيلة، ف الجدير بالذكر أن الوطواط و السحالي كانت منتشرة بكثرة حتى عام 2014 و شهدت الضاحية هجمات ذئاب في أفراح الثلجية و الباردة من السنة حتى عام 2012 تقريباً
ضاحية قدسيا الحديثة تعج بالمشاريع الإسكانية فعماراتها التي ترتفع لأكثر من 15 طابق كانت و لا زالت تحتاج إلى المزيد من الخدمات والأنشطة المتنامية على الواقع العملي للقاطنين و الراغبين في الاستقرار في هذه المنطقة الواعدة الحديثة، و إلى الآن تجري فيها الأعمال العمارية و التحديثية، فقد شهدت في سنة 2011 بناء جسر و تحته طريق طويل حديث كليّا ينتهي بجسر يصل بين الضاحية و مشروع دمر و شهدت تطورا كبيرا في السكن الشبابي أيضا و غالبية مناطقها.
ضاحية قدسيا ضاحية حديثة وإطلالاتها الجميلة تأخذ الناظرين باتجاهات مختلفة، مناخها البارد شتاء و المعتدل صيفا يمتع أهلها و غربائها، فهي من أعلى المدن الدمشقي، تتطلع إلى أن تكون من أفضل المدن والضواحي المحيطة بمدينة دمشق من حيث التنظيم والعمران والخدمات وهذا ما يجب أن يكون، وفي وقت عمدت فيه الجهات المشرفة على الضاحية، ولا سيما المؤسسة العامة للإسكان إلى تضييق المساحات الخضراء، وزيادة المجمعات السكنية بشكل لافت، فإنها لم تواكب احتياجات الأبنية المستحدثة من مياه وكهرباء وشبكات هاتف وصرف وغيرها، فبعض الأبنية اللاحقة الإقرار والمشادة في أماكن الحدائق والخدمات العامة، واجهت مشكلات إنشائية، فارتفاع الأبنية الجديدة كأبراج عالية، كان بواقع أحد عشر طابقاً، وتم ردم وتسوية بعض المناطق حولها نظراً للظروف التضاريسية والطبوغرافية المرتفعات والمنحدرات الجبلية.
وضاحية قدسيا من أهم الضواحي السكنية في سوريا وهي معمرة وفق تخطيط عمراني قلّ نظيره في العالم، من حيث الفعاليات والكثافة السكانية الموجودة فيها أبنية حديثة جماليات المكان جبال في جميع الاتجاهات.
بالإضافة إلى التطور العمراني فقد شهد عام 2013 وعام 2014 تطوراً في البنية الاقتصادية حيث تم فتح أكثر من ثلاث أسواق تجارية لبيع المنتجات الغذائية ومحلات لبيع الألبسة بالإضافة إلى المطاعم وهذا كله بسبب النزوح الكبير التي شهدته هذه المنطقة في الثلاث سنوات الأخيرة بسبب الأحداث التي تجري في سوريا.